# Premier Ordre
Cet article possède un paronyme, voir logique du premier ordre.
Régime politique apparaissant dans
Star Wars.
Entre 5 et 21 ap. BY – 35 ap. BY
Histoire et évènements
Coordinateur
Suprême Leader
Général de l'Armée du Premier Ordre
 Empire galactique
Le Premier Ordre (en version originale anglaise : First Order) est une organisation militaire dictatoriale fictive de l'univers Star Wars. Il est dirigé par le suprême leader Snoke et est construit sur les ruines de l'Empire galactique. L'organisation fait sa première apparition dans Le Réveil de la Force, le septième épisode de la saga qui se déroule 30 ans après Le Retour du Jedi, et réapparaît dans Les Derniers Jedi, où Snoke est assassiné par Kylo Ren qui devient le nouveau suprême leader.
On apprend par la suite dans L'Ascension de Skywalker que l'Empereur Palpatine est le coordinateur derrière l'organisation et par la même occasion à l'origine de la création de Snoke. Il veut alors lancer le Dernier Ordre à l'aide d'une flotte de 10 000 vaisseaux, mais ses plans sont contrecarrés par la Jedi Rey, Kylo Ren et la Résistance, ce qui aboutit à sa destruction tandis que Rey élimine son grand-père Palpatine.

## Histoire

### Chute de l'Empire galactique
Pour asseoir son pouvoir sur la galaxie, l'Empire construit une seconde Étoile de la mort (la première ayant été détruite lors de la bataille de Yavin) en orbite autour de la lune forestière d'Endor. Cette nouvelle installation est protégée par un bouclier alimenté par l'énergie de la lune. Après avoir appris cette information, l'Alliance rebelle planifie une attaque contre la nouvelle base sidérale. C'était en fait un piège fomenté par l'Empereur dans le but d'anéantir la flotte rebelle grâce à son armement avancé. Cependant, l'empereur perdit la bataille qu'il avait initiée, et fut trahi et tué par son apprenti Dark Vador (la vie de son fils Luke Skywalker était menacée par l'Empereur). La flotte rebelle anéantit la seconde Étoile de la mort avec une majorité de la flotte impériale.

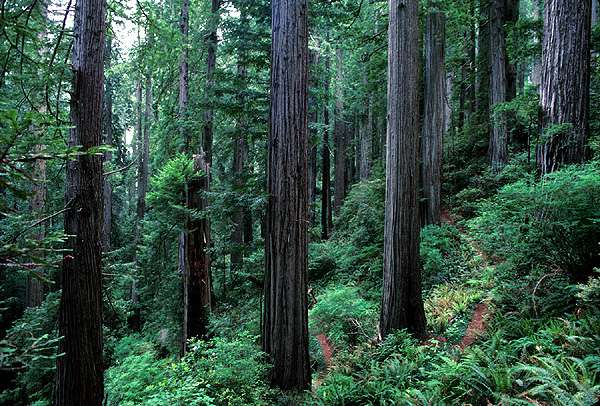
La lune forestière d'Endor a vu la fin de l'Empire.

### Fondation du Premier Ordre
À la suite des évènements survenus dans Le Retour du Jedi et la fin de l'Empire lors de la bataille d'Endor, une Nouvelle République voit le jour tandis que l'Empire galactique commence à s'effondrer. Plusieurs affrontements ont lieu après la bataille d'Endor contre la Nouvelle République qui remporte de nombreuses victoires. Gallius Rax, un jeune protégé de l'ancien empereur Palpatine, s'autoproclame Conseiller de l'Empire Galactique et prend le commandement des forces restantes de l'Empire vers Jakku. La Nouvelle République y envoie également une armada de ses forces et la bataille de Jakku a lieu. Les forces de la Nouvelle République prennent l'avantage et le conseiller Rax meurt en même temps que la majorité de la flotte impériale. Après la bataille de Jakku, un groupe d'officiers, dirigé par la Grande Amirale Rae Sloane, organise leur fuite vers les confins de la galaxie, dans les Régions inconnues. Ensemble, ils complotent pour créer un nouvel Empire, plus fort et plus puissant que son prédécesseur. Ainsi est né le Premier Ordre, une organisation armée dirigée plus tard par le suprême leader Snoke. Un personnage qui n'est pas membre du Premier Ordre semble avoir un impact sur lui, Dark Vador, perçu comme un martyr dont le travail n'a pu être terminé. Son petit-fils Kylo Ren semble également lui vouer un culte dans Le Réveil de la Force, notamment lorsqu'il dit : « J'achèverai ce que vous avez commencé. ». Tout comme la République et l'Empire avant lui, le Premier Ordre compte dans ses dirigeants des personnages sensibles à la Force.

## Organisation

Bannière du Premier Ordre.

### Chevaliers de Ren
Les Chevaliers de Ren apparaissent furtivement dans Le Réveil de la Force. On les voit plus dans L'Ascension de Skywalker, où ils pourchassent Rey, Poe Dameron, Finn et Chewbaca. Ils réussissent à capturer ce dernier.  Hormis Kylo Ren, il y a six autres membres de l'ordre mais lui seul possède un sabre laser.

### Institutions
Les institutions sont gouvernées par le suprême leader Snoke. Le général Hux et Kylo Ren sont deux des commandants des forces militaires du Premier Ordre.

#### Armée du Premier Ordre
L'Armée du Premier Ordre compte dans ses rangs les stormtroopers et leurs variantes (Flametroopers, Snowtroopers, etc.). Ils peuvent se déplacer grâce aux moyens mis à disposition par la Marine (à savoir, le croiseur Finalizer) si nécessaire. L'Armée est notamment présente sur la base Starkiller. Cette institution est équipée de plusieurs véhicules terrestres, par exemple, un Snowspeeder qui permet de se déplacer dans la neige.

#### Marine du Premier Ordre
La Marine du Premier Ordre regroupe les vaisseaux spatiaux appartenant au Premier Ordre, cela inclut le destroyer Finalizer mais également des chasseurs TIE et des chasseurs TIE des Forces spéciales ainsi que les pilotes et officiers affectés sur les destroyers,.

#### Bureau de Sécurité du Premier Ordre
Le Bureau de Sécurité du Premier Ordre est une institution appartenant au Premier Ordre. Le capitaine Terex en est un agent. Cette institution a participé au combat sur la base Starkiller en l'an 34.

## Moyens militaires
Le commandement du Premier Ordre, en dehors de son suprême leader Snoke, est situé sur la base sidérale Starkiller (similaire à l'Étoile de la mort). Elle fonctionne en aspirant l'énergie obscure des étoiles qui l'entourent (jusqu'à les faire disparaître complètement), énergie qu'elle utilise pour mettre à feu un canon capable, en un seul tir, de détruire plusieurs planètes. Cette base est détruite lors d'une attaque de la Résistance contre le Premier Ordre lors du Réveil de la Force.
Tout comme l'Empire avant lui, le Premier Ordre dispose de Stormtroopers. Les Stormtroopers du Premier Ordre portent une armure semblable à celle des clones et des Stormtroopers. Enlevés à leurs familles, leur entraînement et leur embrigadement débutent dès la naissance, ce qui en fait des soldats plus féroces que leurs prédécesseurs. Ils ne portent pas de noms mais sont désignés par un matricule. Finn est un Stormtrooper déserteur dont le matricule était FN-2187. Il existe des variantes de ces stormtroopers, les Flametroopers disposent d'un arsenal complet pour incendier et les Snowtroopers sont assignés à des missions sur des planètes glaciaires (comme la base Starkiller).
Le Premier Ordre détient aussi un destroyer stellaire appelé le Finalizer, dont le commandement est partagé entre Kylo Ren et le général Hux. Il est presque deux fois plus gros qu'un Destroyer Impérial et dispose d'un armement lourd. Un vaisseau de cette ampleur peut transporter plusieurs transporteurs de troupes (contenant chacun 20 stormtroopers) mais également des chasseurs TIE et des chasseurs TIE des Forces spéciales du Premier Ordre. Le Premier Ordre possède également des marcheurs AT-AT, AT-M6 et AT-ST et des canons béliers qui sont décrits comme des étoiles de la mort miniatures. 
Le Suprême Leader Snoke possède un Destroyer personnel : le Supremacy. C'est un croiseur géant en forme de triangle isocèle de largeur 60 km, qui fait office de capitale mobile du Premier Ordre et sur lequel sera transféré son commandement militaire après la destruction de la base Starkiller.

## Dernier Ordre
Le Dernier Ordre était un projet de théocratie Sith dont le siège se trouvait sur la planète Exegol dans les régions inconnues de la galaxie. Cette organisation devait prendre le contrôle du Premier Ordre à la suite de la destruction de la Résistance, pour former un nouvel Empire galactique gouverné par l'Empereur Palpatine, ou sa petite-fille Rey Palpatine. Les disciples de l'Empereur ont passé de nombreuses années à construire une flotte Sith, qui se composait de Star Destroyers Sith de classe Xyston, possédant chacun un superlaser capables de détruire des planètes en une seule rafale soutenue. Le Dernier Ordre possédait des Sith Troopers engagés dès leur enfance et qui reçurent une éducation contrôlée et centrée sur les Sith.
L'Empereur Palpatine révéla le Dernier Ordre à la Galaxie en envoyant un Destroyer Sith détruire la planète Kijimi grâce à son superlaser. Le général Enric Pryde rejoint le Dernier Ordre grâce à son destroyer le Steadfast, et guide l'armée de Destroyer Sith dans la météo catastrophique d'Exegol grâce à une antenne placée sur le croiseur.  
Ce projet était soutenu par le Premier Ordre, notamment le Général Pryde et le Suprême Leader Kylo Ren. Cependant, à la suite d'un combat opposant Rey Palpatine et Kylo Ren à l'Empereur Palpatine, ces deux derniers moururent, mettant ainsi fin au projet de Dernier Ordre et, par la même occasion, au Premier Ordre.

## Évènements dans les films

### Le Réveil de la Force

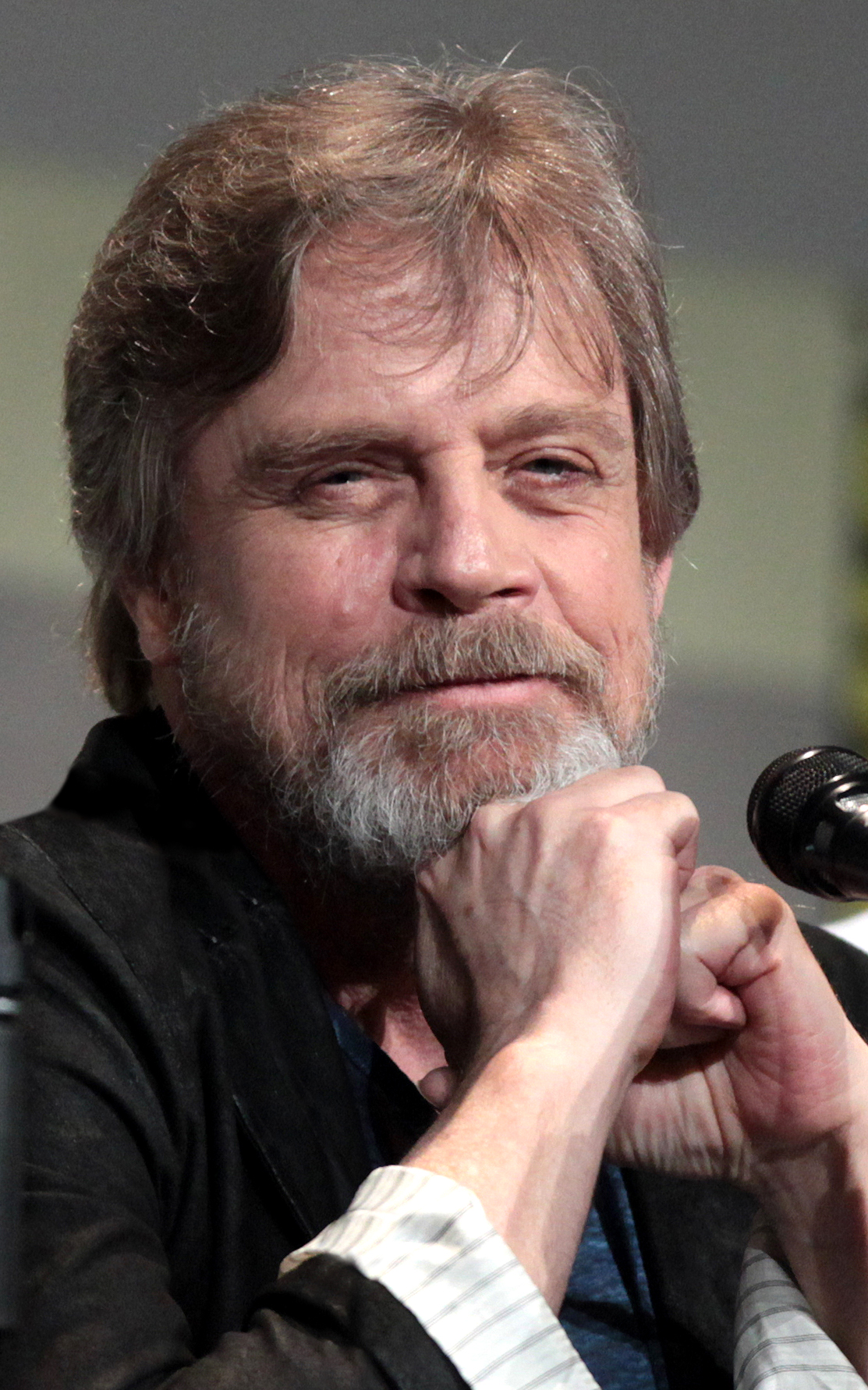
Mark Hamill interprète Luke Skywalker dans Le Réveil de la Force. Son personnage est recherché par le Premier Ordre.

Luke Skywalker, le dernier Jedi en vie, a disparu. Le Premier Ordre et la Résistance fouillent la galaxie pour le retrouver. Poe Dameron, le meilleur pilote de la Résistance, est envoyé sur la planète Jakku pour mettre la main sur une carte permettant de localiser Luke, cachée par un vieil homme, Lor San Tekka. Celui-ci lui remet la carte au moment où le village est attaqué par les troupes du Premier Ordre, menées par le capitaine Phasma et Kylo Ren qui ordonne l'exécution de tous les villageois. L'un des stormtroopers, matricule FN-2187, panique et ne fait pas feu. Avant de se faire capturer, Dameron dissimule la carte dans son droïde BB-8, qui s'échappe à travers les dunes de la planète désertique et tombe finalement sur une pilleuse d'épaves solitaire, Rey.
Kylo Ren fait emmener Dameron sur le vaisseau amiral et utilise la Force pour lui soutirer des informations à propos de la carte. Au même moment, FN-2187 décide de quitter le Premier Ordre et de s'échapper. Il libère Dameron et lui demande de prendre les commandes d'un chasseur TIE, lequel est abattu et s'écrase sur Jakku. FN-2187, que Poe a renommé Finn, reprend conscience dans le désert et pense être le seul survivant. Il rejoint le village le plus proche, où il rencontre Rey et BB-8, et prétend être un membre de la Résistance. Poursuivis par le Premier Ordre, qui engage un bombardement aérien, ils parviennent à s'échapper à bord d'un vieux vaisseau, ignorant qu'il s'agit du Faucon Millenium, l'emblématique vaisseau de Han Solo.
Une fois dans l'espace, le Faucon est happé par un plus gros vaisseau, celui de Han Solo et Chewbacca qui ont repris leurs activités de contrebandiers. Pour les jeunes gens, Solo est une légende de l'Alliance Rebelle. L'ancien général désabusé, séparé de Leia, leur explique que Luke avait commencé à former une nouvelle génération de Jedi lorsque l'un de ses apprentis s'est tourné vers le côté obscur. Pris de remords, Luke s'est retiré aux confins de la galaxie.
Sur la base Starkiller, Kylo Ren apprend de la bouche du suprême leader Snoke que, pour vaincre le côté lumineux de la Force qui se trouve encore en lui, il doit éliminer son père, Han Solo. Ce dernier, en compagnie de Finn, Rey et Chewbacca, arrive sur la planète Takodana pour y retrouver Maz Kanata. Elle doit les aider à découvrir l’emplacement de la base de la Résistance à laquelle ils doivent remettre la carte. Alors que Finn décide de quitter le groupe pour suivre sa propre voie, Rey est attirée par la Force vers un coffre dans lequel se trouve le sabre laser d'Anakin Skywalker, puis de son fils Luke, perdu sur Bespin lors de l’Épisode V, caché là depuis des années par Maz Kanata. Mettre la main sur cette arme provoque en Rey de terrifiantes visions, dont celles de son propre passé, et elle s’enfuit dans la forêt.
Le Premier Ordre attaque Takodana, tandis que la base Starkiller inaugure son armement qui tire son énergie d’un soleil, et détruit d'un seul tir plusieurs planètes du système Hosnian, portant un coup fatal à la Nouvelle République qui s'y était établie. Le Sénat Galactique est anéanti. Han Solo, Chewbacca et Finn combattent les soldats de l’Ordre, défendus par une escadrille de X-Wings menée par Dameron. Mais Rey est capturée par Kylo Ren et emmenée sur la base. Kylo utilise la Force pour tenter de lui soutirer des informations, mais la jeune femme résiste à ses pouvoirs psychiques et prend conscience des siens. Attachée à un siège métallique, elle oblige ensuite par manipulation mentale un stormtrooper à la libérer et à lâcher son arme qu'elle récupère avant de s'échapper. Entrant dans une rage folle en constatant les faits, Kylo Ren explique ensuite à Snoke que « La Force est puissante » autour de cette jeune femme.
Le Premier Ordre s’active sur la base Starkiller pour préparer la destruction de D’Qar, tandis que la Résistance met un plan au point pour désactiver les boucliers de cette planète-arme afin de laisser le champ libre aux X-Wings. Ce rôle est dévolu au Faucon Millenium. Han, Chewbacca et Finn s’infiltrent sur la base Starkiller, arrivent à désactiver le bouclier en forçant le capitaine Phasma à le faire, et retrouvent Rey. L’escadrille ne parvient pas à ses fins, ce qui contraint Han et Chewbacca à disposer des explosifs à l’intérieur de la base. Kylo Ren apparaît et retrouve son père sur une passerelle au-dessus du vide. Il lui explique être « coupé en deux » entre les côtés lumineux et obscur de la Force, lui demande son aide, et lui tend son sabre laser. Mais au moment où Han va s’en saisir, son fils raffermit sa prise, active l'arme et le transperce. Le corps de Han Solo disparaît dans le vide sous les yeux de Finn, Chewbacca et Rey, impuissants. Cela déclenche la colère de Chewbacca qui parvient à blesser Kylo Ren avec son arbalète. Bien que non présente, Leia ressent dans la Force le terrible drame qui vient d'arriver.
Alors que la base est sur le point d’être détruite par l’action conjuguée des explosifs et des X-Wings, Kylo Ren affronte Finn qui, muni du sabre laser d’Anakin Skywalker, fuyait avec Rey à travers la forêt enneigée en direction du Faucon Millenium. Kylo Ren assomme Rey en la projetant contre un arbre avec la Force, puis affronte Finn qu'il met rapidement hors de combat en le laissant gravement blessé. Finn a lâché le sabre qui est retombé à plusieurs mètres d'eux dans la neige. Le personnage maléfique se sert de la Force pour le récupérer mais il a la surprise de voir Rey, qui a repris conscience, utiliser également la Force. La jeune femme s'empare ainsi de l’arme. S’ensuit un combat où Rey dans un premier temps acculée prend finalement le dessus avec l'aide de la Force, laissant Kylo Ren sévèrement blessé alors que la planète-arme se désagrège et que le sol s'ouvre sous leurs pieds. Au même moment, le suprême leader Snoke demande au général Hux de récupérer Kylo Ren, afin qu’il puisse « achever sa formation ».

### Les Derniers Jedi
Au début de cet épisode, le Premier Ordre traque les derniers éléments de la Résistance, qui évacuent leur base principale. En orbite, leurs vaisseaux sont attaqués par la flotte menée par Kylo Ren et le Général Hux. Poe Dameron parvient à lui infliger des dégâts importants au prix d'un coût humain qui l'est tout autant.
La flotte restante de la Résistance s'échappe par un bond dans l'hyper-espace, mais voit immédiatement réapparaitre l'armada ennemie derrière elle : Le Premier Ordre dispose d'un "traqueur hyper-espace", toute fuite devenant impossible pour la Résistance. Kylo Ren à bord de son chasseur TIE perçoit sa mère dans le poste de commandement du principal vaisseau et renonce à l'attaquer. Mais celui-ci est finalement détruit. Projetée dans l'espace, la générale Leia Organa parvient à se sauver.
Tandis que Finn et Rose Tico partent à la recherche d'un cryptographe pour tenter de mener une mission de désactivation du traqueur hyper-espace, ce qui les mène sur la planète Canto Bight, ce qui reste de la flotte de la Resistance tente de s'échapper vers une ancienne base sur la planète Crait, tandis que l'amirale Hodlo mène seule le vaisseau amiral servant de leurre, et protégé par son bouclier et une vitesse supérieure à celle de la flotte du Premier Ordre. Quand Hodlo comprend que la manœuvre a été découverte, les appareils qui transportent les derniers survivants de la Résistance étant détruits un à un, elle retourne son vaisseau contre la flotte ennemie, et enclenche un bond dans l'hyper-espace, ce qui provoque de colossaux dégâts.
Pendant ce temps Rey se présente dans le vaisseau amiral de Snoke. Elle est venue car elle croit possible de ramener Kylo Ren vers le bon côté lumineux de la Force après avoir été à plusieurs reprises en contact avec lui à travers l'espace, via la Force, dans un dialogue empreint d'intimité. Ce dernier l'amène devant Snoke, qui la torture, puis demande à son apprenti de l'exécuter. Au lieu de quoi, Kylo Ren fait discrètement pivoter le sabre laser posé sur l'accoudoir du trône de Snoke, l'allume, le transperce et le coupe en trois. Rey et Kylo Ren s'allient ensuite pour combattre et vaincre la garde rouge de Snoke. Puis Rey demande à Ben Solo d'aider la Résistance en phase de destruction complète. Ce dernier lui propose en revanche de la rejoindre pour diriger la galaxie. Aucun ne voulant céder, un duel de Force s'engage au cours duquel le sabre laser de Rey est détruit. Elle s'échappe, laissant Kylo Ren inconscient au sol. Quand il reprend connaissance devant le Général Hux, il lui signifie brutalement qu'il est désormais le Suprême Leader.
Sur la planète Crait, le Premier Ordre et Kylo Ren attaquent les derniers éléments de la Résistance. Luke Skywalker apparait alors et sort sans une égratignure d'un bombardement intense commandé par un Kylo Ren à bout de nerf. Le Jedi et son ancien apprenti se font alors face. Quand Kylo Ren tente de le transpercer avec son sabre laser après que celui-ci lui ait expliqué qu'il n'était pas « le dernier Jedi », il disparait. Luke Skywalker projette en fait son image depuis la planète Ahch To où il réside. Les efforts consentis provoquent la mort de Luke, qui ne fait plus qu'un avec la Force.
Les derniers éléments de la Résistance parviennent à s'échapper à bord du Faucon Millenium aidés par Rey, qui a dégagé pour eux un éboulement de rochers au fond d'une mine à l'aide de la Force. Rey et Kylo Ren se perçoivent une dernière fois quand elle embarque dans le Faucon. Elle dit alors à La générale Organa « Comment construire une rébellion à partir de ça ? »  en constatant que les résistants ne sont plus qu'un vingtaine dans ce seul vaisseau et en lui montrant son sabre laser cassé en deux, mais celle-ci lui répond qu'au contraire, la Résistance a tout ce qu'il faut pour poursuivre sa lutte contre le Premier Ordre.

### L'Ascension de Skywalker
Dans l'Ascension de Skywalker, le Premier Ordre, commandé par le Suprême Leader Kylo Ren trouve la planète Exegol et Ren s'y rend. Il rencontre l'Empereur Palpatine et celui-ci le demande de tuer sa petite-fille Rey en échange de la direction du Dernier Ordre.
Ren fait rechercher dans toute la Galaxie, Rey. Celle-ci se rend sur Paasana pour trouver le vaisseau d'Ochi mais Kylo Ren arrive à la localiser grâce à la Force. Rey, Finn, Poe, Chewbacca, R2D2 et C3PO se font poursuivre par des Jets Troopers et des motos du Premier Ordre et ils arrivent à leur échapper, mais le Premier ordre arrive à faire prisonnier Chewbacca. Puis les héros sont recherchés sur Kijimi par des Snowtroopers. Les Résistants arrive à renter dans le croiseur de Kylo Ren et libère Chewbacca et étant aidé par le Général Hux, qui était la taupe de la Résistance, lui envoyant des informations anonymes. Celui-ci détestait Kylo Ren depuis qu'il avait atteint le poste de Suprême Leader et Hux convoitait ce poste. 
Les Résistants arrivent à s'échapper du croiseur et par la suite, le Général allégeant Enric Pryde tua Hux car Pryde savait que Hux était un espion. Après que Kylo Ren partit sur les ruines de l'Étoile de la Mort pour intercepter Rey, le Premier Ordre et le Dernier Ordre fusionnèrent grâce à l'accord du général Pryde.

## Une organisation inspirée des Nazis
Comme l'Empire, le Premier Ordre a été créé en s'inspirant des nazis, mais il se base sur les vestiges nazis ayant fui en Argentine, en tant que vestige de l'Empire galactique.
Le réalisateur du film Star Wars : le Réveil de la Force, J.J. Abrams affirme s'être inspiré d'une fiction mettant en scène un réseau d'exfiltration nazi, la théorie Odessa, popularisée par le roman de Frederick Forsyth, Le Dossier Odessa (1972). Cette fiction propose l'idée selon laquelle les officiers de la Section de sécurité du régime nazi se seraient échappés en Argentine après la défaite allemande lors de la Seconde Guerre mondiale pour reconstruire une organisation autoritaire.
Ainsi, dans le film réalisé par J.J. Abrams, les membres de la Section de sécurité nazis correspondraient aux anciens officiers de l'Empire galactique. La région éloignée qu'est l'Argentine pourrait s'apparenter à la Région Inconnue, là où le Premier Ordre s'est formé. C'est comme cela que le Premier Ordre s'est formé, sur les restes de l'Empire, tout comme l'organisation Odessa est née après le régime nazi.

Image tirée du film de propagande nazie Le Triomphe de la volonté.
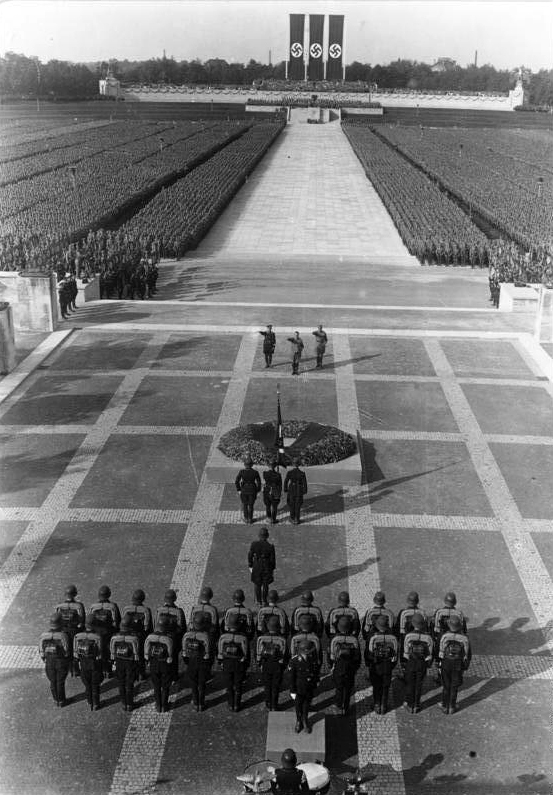
Le Réveil de la Force a une mise en scène similaire.

Des critiques et admirateurs de Star Wars se sont également rendus compte que le long métrage est inspiré du film de propagande Le Triomphe de la volonté sorti en 1935.